# Quần bó

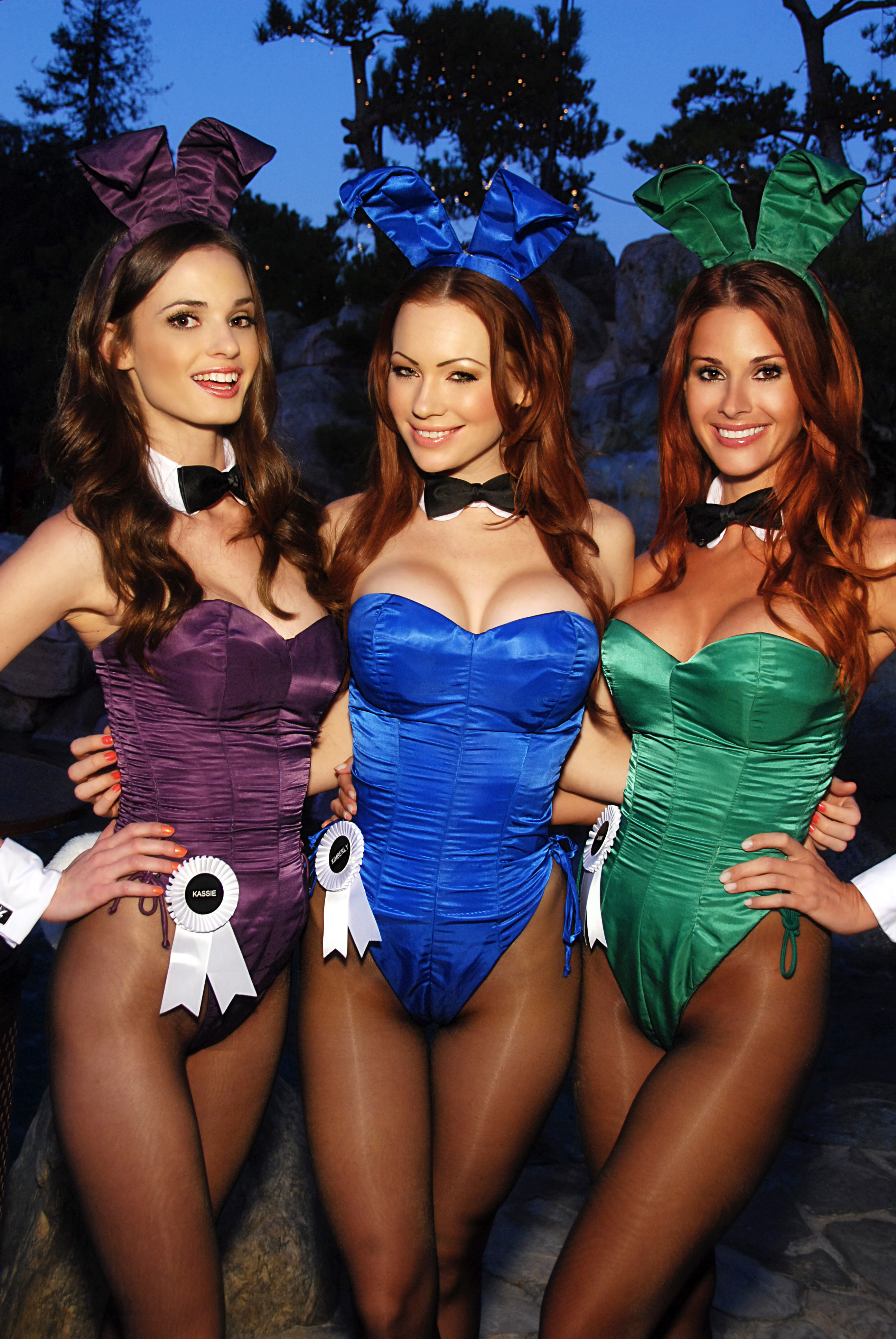
Phong cách Playboy Bunnies tại Playboy Mansion, Los Angeles vào 23 tháng 7 năm 2011

Quần bó hay quần bó sát là một loại quần bằng vải bao bọc toàn bộ phần cơ thể từ eo đến đầu ngón chân. Khái niệm ở Mỹ gọi đó là một loại trang phục quần vớ, là sự kết hợp của vớ và quần lót. Trang phục này được mặc chủ yếu bởi phụ nữ và trong nhiều trường hợp sử dụng bao gồm cả nam giới. Trang phục dùng trong thể thao được xem là loại unisex. Quần bó sát có sự đàn hồi tốt hơn xà cạp, chúng phát triển từ thập niên 1940 khi có sự sử dụng rộng rãi chất liệu nylon đàn hồi. Khác với xà cạp chúng bao bọc cả đôi bàn chân và tương đối mỏng hơn. Có nhiều phân loại quần bó khác nhau, chất liệu may chủ yếu là nylon, cotton, lycra và ngày càng được sử dụng rộng rãi bằng các chất liệu may khác.

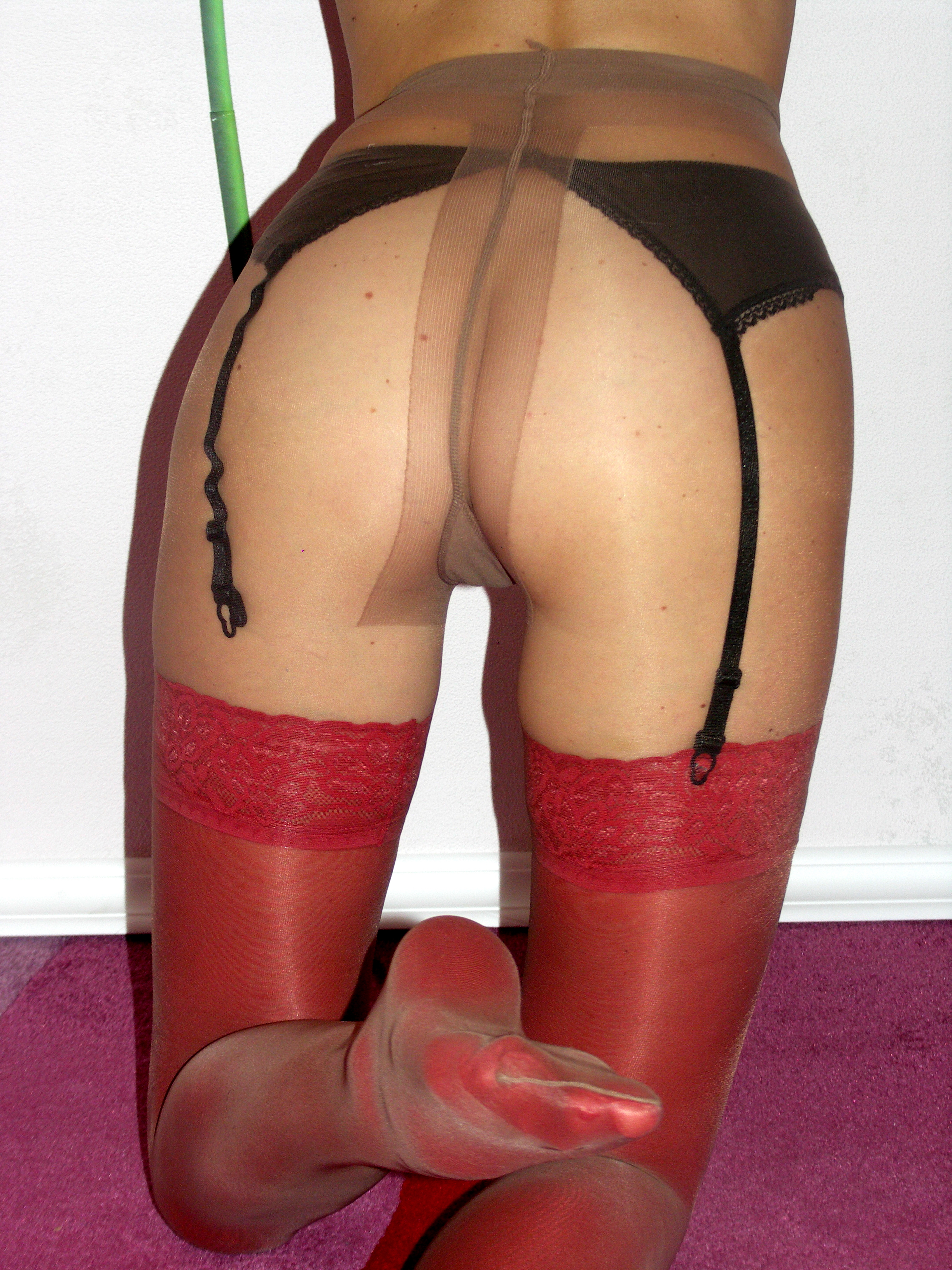
Quần bó bằng vật liệu nylon màu nâu với miếng lót vệ sinh và bên dưới là vớ nylon màu đỏ được giữ bởi đai kéo